# Thérèse Le Prat
Pour les articles homonymes, voir Prat (homonymie).
Thérèse Le Prat (née Thérèse Cahen le 19 mars 1895 à Pantin et morte le 6 mars 1966 à Neuilly-sur-Seine) est une photographe française, connue dans un premier temps pour ses travaux comme photographe de la Compagnie des messageries maritimes, puis pour ses portraits, notamment de personnalités du monde littéraire, artistique et scientifique. Les acteurs de théâtre du monde entier sont sa principale source d'inspiration. Autrice de plusieurs livres, elle est également exposée à de nombreuses reprises. 

## Vie privée
Thérèse Cahen naît à Pantin en 1895. Elle se passionne pour la musique et étudie le violon. En 1924, elle épouse l'éditeur Guillaume Le Prat. Celui-ci lui offre le Rolleiflex à l'origine de sa carrière photographique, comme cadeau de divorce,. Elle devient photographe professionnelle et travaille en particulier, de 1931 à 1938, pour la Compagnie des messageries maritimes, en Asie, Afrique et Océanie,.
Pendant la Seconde Guerre mondiale, fichée comme juive, elle quitte Paris pour se réfugier à Lyon. À la fin de la guerre, en novembre 1944, elle épouse l'historien de l'art et conservateur de musée français Philippe Stern, qui travaille déjà pour le musée Guimet (dont il deviendra le directeur en 1954) et qui est le père de Dominique Darbois. Elle choisit aussi de se spécialiser désormais dans le portrait, et notamment, à partir de 1947, dans le portrait d'acteurs saisi en maquillage de scène d'un personnage qu'ils interprètent sur les planches. Ces clichés alimentent aussi ses recherches sur le visage,.
Ses travaux sur le monde du théâtre sont publiés notamment dans Visages d'acteurs paru en 1950, et dans Autres visages d'acteurs en 1952. On y trouve par exemple des portraits d'Arletty interprète de la pièce Un tramway nommé Désir (dans une adaptation de Jean Cocteau), Jean-Paul Belmondo dans Oscar (mis en scène par Jacques Mauclair), Gérard Philipe dans Le Cid (vu par Jean Vilar) ou encore Maria Casarès dans une version française de Six Personnages en quête d'auteur (mis en scène par Julien Bertheau). Inspiré par le théâtre asiatique et l'art africain, elle publie aussi en 1955 le recueil Masque et destin, puis en 1959 Le Masque et l'Humain. Puis, pendant plusieurs années, en collaboration avec le mime Wolfram Mehring, elle travaille les variations d'un seul visage, un travail présenté dans une exposition en 1962 au Musée des Arts décoratifs et publié en 1964 dans un recueil intitulé Un seul visage en ses métamorphoses.
Elle meurt en 1966.

## Œuvres

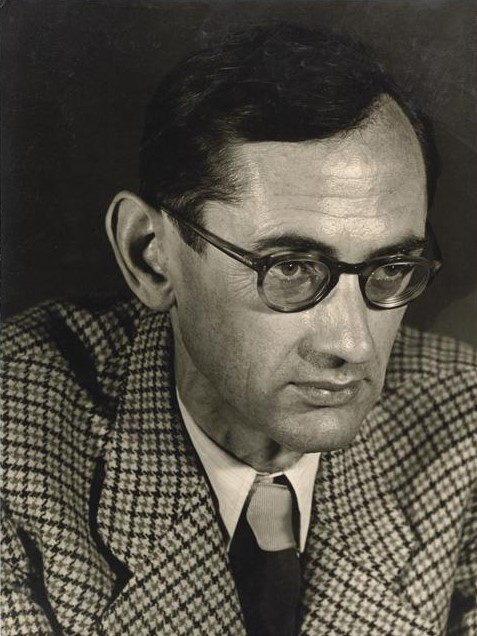
Portait de Thierry Maulnier par Thérèse Le Prat en 1952.

### Publications
- Visages d'acteurs, Paris, Arts et métiers graphiques, 1950.
- Autres visages d'acteurs, Paris, Arts et métiers graphiques, 1952.
- En collaboration avec Philippe Stern, Le Petit python explorateur, Paris, Arts et métiers graphiques, 1953.
- Masques et destins, Paris, Olivier Perrin, 1955.
- Jean-Louis Barrault, Hambourg, Hœppner, 1957.
- En collaboration avec Jean Cocteau, Jean Marais, Hambourg, Hœppner, 1959.
- Le Masque et l'humain, Paris, La Colombe, 1959.
- Un seul visage en ses métamorphoses, Paris, Plon, 1964.
- En collaboration avec Philippe Stern, En votre gravité, Visages, Paris, Vilo, 1966.

## Principales expositions
- 1940 - Tropiques tristes, Paris, Grand Palais.
- 1950 - Visages d'acteurs, Paris, galerie Chez Loize.
- 1952 - Autres visages d'acteurs, Paris, librairie Bonaparte.
- 1953 - Le Petit python explorateur, Paris, librairie Bonaparte.
- 1953 - Salon national de la photographie, Paris, Bibliothèque nationale (exposition collective).
- 1955 - Masques et destins, Paris, librairie Bonaparte.
- 1956 - Gens d'images, Paris, galerie d'Orsay (exposition collective).
- 1957 - Deuxième biennale de la photographie, Nice (exposition collective).
- 1959 - Le Masque et l'humain, Paris, musée des Arts décoratifs.
- 1961 - Salon national de la photographie, Paris, Bibliothèque nationale (exposition collective).
- 1962 - Un seul visage en ses métamorphoses, Paris, musée des Arts décoratifs.
- 1976 - Thérèse Le Prat, Photographies, Tunis, ambassade de France en Tunisie.
- 1981 - Hommage à Thérèse Le Prat, Bièvres, musée français de la Photographie.
- 1994 - Spectacles, Paris, hôtel de Sully (exposition collective).
- 1995 - Thérèse Le Prat, Paris, hôtel de Sully.
- 2023 - Elle fait partie des artistes présentées dans le cadre de l'exposition « Artistes voyageuses, l'appel des lointains – 1880-1944 » au palais Lumière d'Évian puis au musée de Pont-Aven[5].